# Đelekovečka mrtvica
Mrtvica/jezero Đelekovečka mrtvica (točnije, polukružni rukavac starog toka rijeke Drave, površine oko 6,5? hektara – površinu je teško odrediti zbog vodenog bilja, posebno trske i često promjenjivog vodostaja Drave) nalazi se u Koprivničko-križevačkoj županiji na područja općine Legrad.

## Opis
Mrtvaja/Mrtvica se nalazi 1,6 km sjeveroistočno od naselja Đelekovec odmah pokraj jezera Jegeniš i njom gospodari ŠRK "Smuđ" Legrad. Udaljena je oko 1,7 km od rijeke Drave iz koje se podzemno opskrbljuje vodom. Obala jezera je jako obrasla trskom, niskim raslinjem, visokim raslinjem, rogozom i šikarom i jako je nepristupačna. Pristup vodi je moguć na nekoliko ribičkih mjesta i čeka. Oko jezera koje je polukružnog oblika nalaze se poljoprivredne površine i jezero Jegeniš. Dno jezera je šljunkovito, mjestimično muljevito pokriveno trulim lišćem i najvećim dijelom obraslo vodenom travom (resom krocanj), trskom, rogozom, šašom, ježincom, perunikom, obličom, a ima i lopoča i žutog lokvanja. Jezero/mrtvica bogato je nekim ribljim vrstama: posebno štuka, šaran, amur, obični i pastrvski grgeč bass, tolstolobik, som i ostala sitnija riba. Zabranjena je upotreba čamaca.

## Galerija
- Đelekovečka mrtvica